# Burg Saga
Die Burg Saga (japanisch 佐賀城, Saga-jō) befindet sich in der Stadt Saga, Präfektur Saga. In der Edo-Zeit residierten dort die Nabeshima, die mit einem Einkommen von 375.000 Koku zu den großen Tozama-Daimyō gehörten.

## Die Anlage
Die Burg Saga liegt in der Saga-Ebene in einem Dreieck, das vom Tafuse-gawa (多布施川), einem Nebenfluss des Takase-gawa (高瀬川), und den Hattae  (八田江) gebildet wird. Zunächst baute  Ryūzōji Masaie (1556–1607) im Jahr 1595 eine Burg namens Nakamura, die dann 1602 der Hausmeister der Ryūzōji, Nabeshima Naoshige (鍋島 直茂; 1538–1618) übernahm. Nach dem Aussterben der Ryūzōji 1607 wurde sein Sohn, Nabeshima Katsushige (鍋島勝成; 1580–1657) der erste Daimyō der Nabeshima.
1611 wurde durch Ausbau des innersten Bezirks (hommaru) die Burg fertiggestellt, die Familie nahm dort ihren Wohnsitz. Von 1614 bis 1615 wurde der äußere Burgbereich ausgebaut. Das Baumaterial kam von Burgen, die nach dem Befehl „Nur eine Burg pro Provinz“ (一国一城令, Ikkoku ichijō rei) abgerissen wurden. 1726 gingen durch einen Brand der Burgturm, die Gebäude im Hommaru und im Ni-no-maru und San-no-maru verloren.  Hommaru und Ni-no-maru wurden wieder aufgebaut, auf den Burgturm und das San-no-maru verzichtete man aber. 
Zu Beginn der Meiji-Zeit wurden die Gebäude der Burg abgerissen, der östliche Graben und der Graben um die innere Burg zugeschüttet. Erhalten blieb nur das Tor zur inneren Burg, das Shachi-mon (鯱門), so genannt nach den beiden Shachi, den delphinartigen Wesen an den Giebelenden. In den letzten Jahren wurde die Residenz teilweise dem Original entsprechend wieder aufgebaut, sie dient als von der Präfekturmuseum zur Geschichte der Burg (佐賀県立佐賀城本丸歴史博物館, Saga kenritsu Saga-jō hommaru rekishi hakubutsukan). 
Das weitere Burggelände enthält die Präfekturverwaltung, das Präfekturmuseum der schönen Künste (佐賀県立美術館, Saga kenritsu bijutsukan), eine Schule, Sportanlagen, aber auch private Wohngebiete.

## Bilder

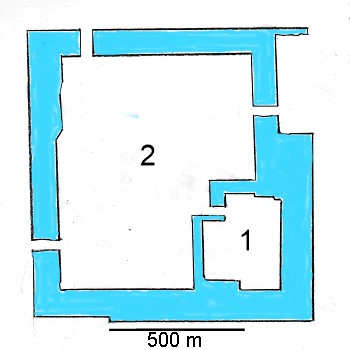
1 = Hommaru 2 = Ni-no-maru
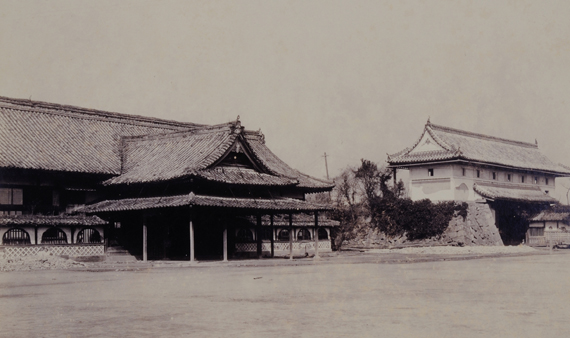
Residenz, Meiji-Zeit
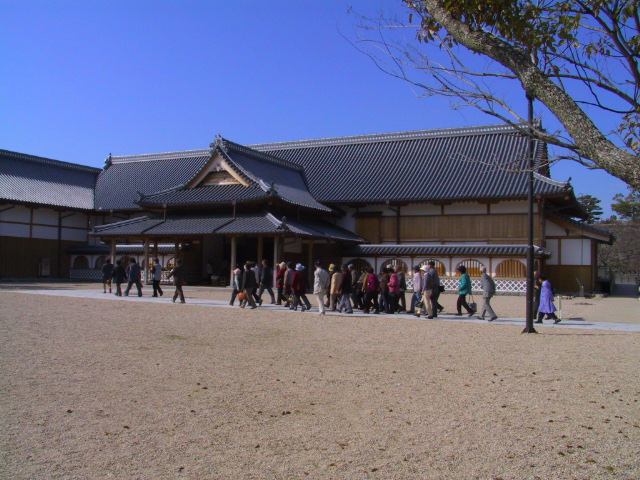
Residenz (Nachbau) als Museum
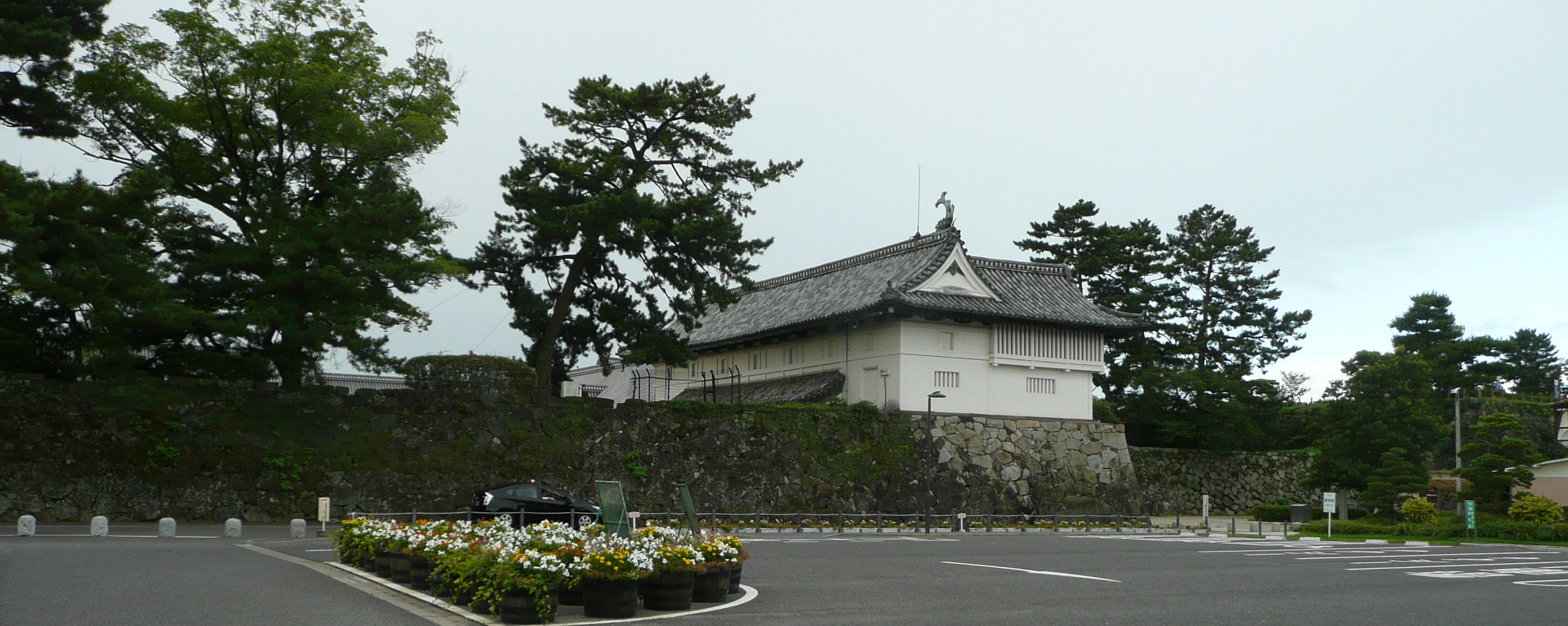
Steinwall am Burgtor